# Izabela Bavarska
| Portal:Europa | Portal:Europa |

Izabela Bavarska (Elizabeta Bavarska; oko 1370. – rujan 1435.) bila je francuska kraljica. Njezini su roditelji bili Stjepan II., bavarski vojvoda i Taddea Visconti.
Pojavom Ivane Orleanske, Izabela je izgubila utjecaj na politička zbivanja u Francuskoj.

## Brak
Izabelin je suprug bio francuski kralj Karlo VI., poznat kao „Karlo Voljeni” ili „Karlo Ludi” – naime, Karlo je bolovao od psihotičnog poremećaja te nije mogao vladati. Karlo katkad nije mogao prepoznati Izabelu ili svoju djecu. 
Karlov i Izabelin sin bio je Karlo VII.
Karlo je umro prije Izabele.